# 猪名川花火大会
猪名川花火大会（いながわはなびたいかい）は、隔年8月中旬に大阪府池田市及び兵庫県川西市の猪名川流域で開催される花火大会である。

## 概要
猪名川を挟み、大阪府池田市と兵庫県川西市が協力して「猪名川花火大会開催委員会」が企業などからの寄付によって、隔年8月第三土曜日に猪名川河川敷で開催される。例年、約4,000発の花火が打ち上げられる。
花火大会の実行主体は、池田市と川西市が共同で設立した猪名川花火大会開催委員会が行っている。

## 歴史
猪名川花火大会は、戦後まもない1949年（昭和24年）に、猪名川に感謝をささげる水の祭典として数百発の打上げ・早打ち・仕掛け花火を実施したことが起源である。当時の新聞報道によると、京阪神各地からの来場客数は約10万人とされており、その人気ぶりが窺える。猪名川花火大会開催委員会が企業などからの寄付によって毎年開催している。
2019年（平成31年）は台風10号に伴うよる大雨の影響で、8月17日と18日の予備日順延を含め取りやめとなった。
2020年（令和2年）の第72回大会は、東京オリンピック・パラリンピックに多数の警備員が動員され、本花火大会の実施に必要な警備員が確保できないために中止された。さらに2021年も中止。
2022年（令和4年）は8月20日に開催予定だったが、新型コロナウイルスの感染再拡大により中止が決定し、4年連続の開催中止となった。
2025年（令和7年）からは安全対策にかかる警備費高騰などの理由で、隔年開催にすることが発表された。そのため、2025年は開催されない。

## 大会概要
- 開催日時：8月第三土曜日（例外有）
- 会場：猪名川河川敷（大阪府池田市、兵庫県川西市）
- 有料観覧席なし
- 無料観覧席
  - 池田市観覧席
  - 川西市観覧席

## アクセス
当日は周辺地域に交通規制が行われ、阪神高速池田線・五月山ドライブウェイも花火打ち上げ時には通行止めとなるため、車でのアクセスは出来ない。路線バスも、周辺道路混雑のため一部運休となる。また最寄り駅である阪急池田駅では、臨時列車が運行されることがある。
池田市エリア
- 阪急宝塚線「池田駅」及び「川西能勢口駅」より徒歩約10分。

川西市エリア
- JR宝塚線「川西池田駅」より徒歩約15分。